# (4951) Ивамото
(4951) Ивамото — астероид внутренней части главного пояса, назван в честь японского астронома Масаюки Ивамото.
Является двойным астероидом и двойной малой планетой, вторая компонента системы была обнаружена в ходе фотометрических наблюдений 2006÷2007 гг. Спутник имеет диаметр 3,5 км, обращается на расстоянии 31 км от основного тела, период обращения 118 ч. Собственное вращение компонент синхронизировано с их обращением вокруг барицентра двойной системы.